# Colégio Shishi

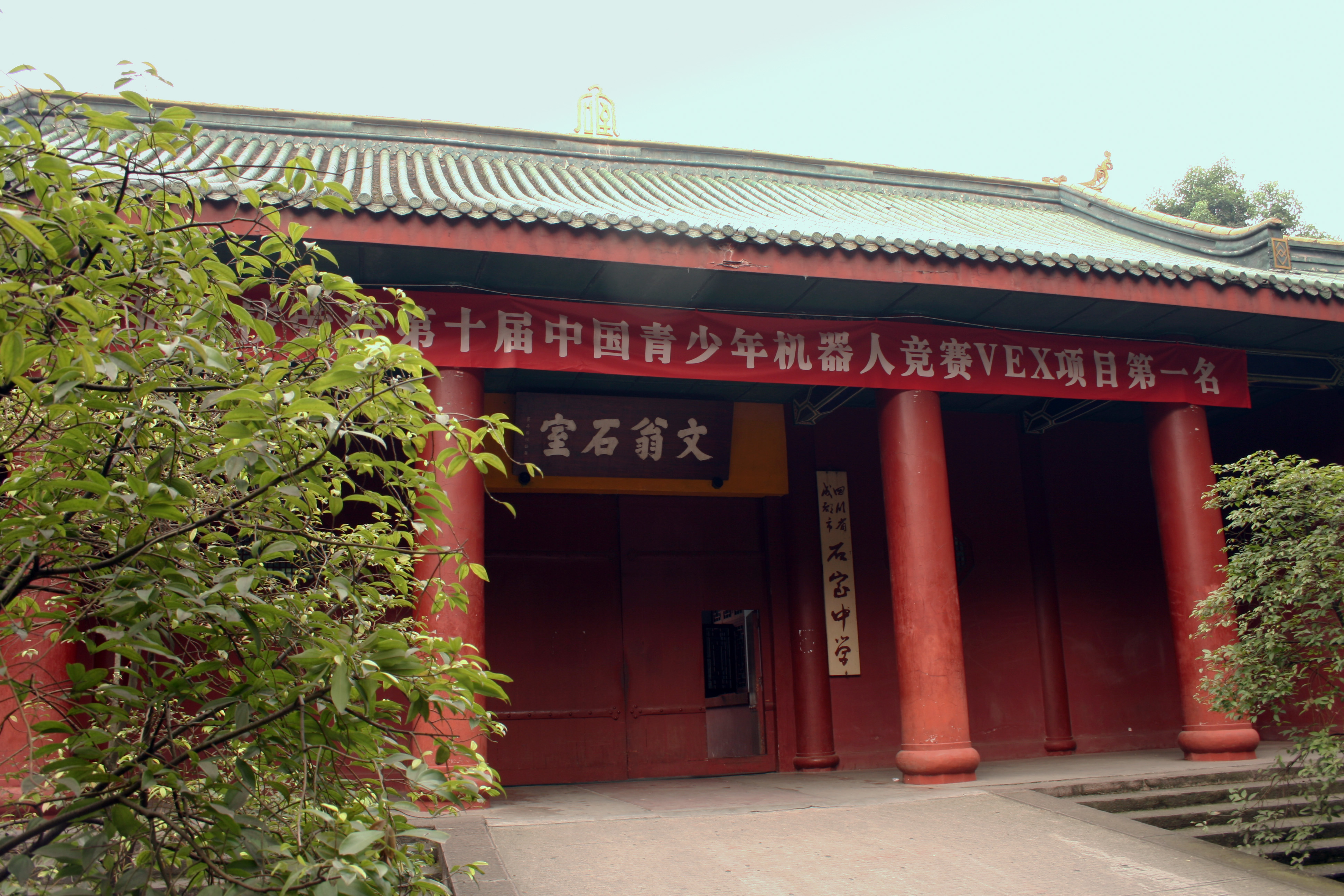
Entrada principal do Colégio Shishi

Colégio Shishi (chinês tradicional: 石室中學, chinês simplificado: 石室中学, pinyin: Shíshì Zhōngxúe) é uma escola pública de ensino médio situada em Chengdu, Sichuan, China. Ele é o estabelecimento escolar mais antigo ainda em atividade no mundo, estando no mesmo local onde foi construído o primeiro prédio escolar entre  143 e 141 a.C. pelo governador da dinastia Han Wén Wēng (文翁). Esse colégio foi originalmente construído em pedra, daí o nome Shishi (石室), cuja tradução do mandarim significa “câmara de pedra”. Ele também é conhecido como Wenweng Shishi (chinês: 文翁石室, pinyin: Wénwēng Shíshì), ou seja, como “Câmara de Pedra de Wen Weng”.

## História
Entre os anos 143 e 141 a.C., Wén Wēng (文翁), o governador da dinastia Han Ocidental estabeleceu a primeira escola pública chinesa, Shujun Junxue (Academia da Comenda Shu, 蜀郡郡学).
Durante a Dinastia Han Oriental, o colégio foi destruído por incêndio. Ele foi reconstruído em 199 d.C., e continuou a funcionar durante diversas dinastias da China Imperial como Yizhou Zhouxue (益州州学, Escola da Prefeitura Yizhou), Chengdu Fuxue (Escola da Prefeitura Chengdu, 成都府学) e outros nomes.
No século XVII, quando a Dinastia Ming entrou em colapso, a força rebelde de Zhang Xianzhong devastou Sichuan e a Chengdu Fuxue foi destruída.
Em 1661, durante a Dinastia Qing, a Chengdu Fuxue foi restabelecida no mesmo local e se tornou uma escola de destaque em Sichuan.
Em 1749, a Jinjiang Shuyuan (錦江書院, Academia Jinjiang) foi estabelecida no lugar onde estava situada Chengdu Fuxue. Posteriormente, a Academia Jinjiang se tornaria o embrião da Universidade de Sichuan em outro local.
No século XX, a escola Chengdu Fuxue se transformou em Escola Normal Chengdu (成都师范学堂) sob o novo sistema educacional introduzido em 1902 e, dois anos depois, ela se tornou o Colégio Chengdu (成都府中学堂). Em fevereiro de 1940, ela é renomeada como Colégio Chengdu Shishi.
Em 1952, ele se torna o Colégio nº 4 de Chengdu. Na década seguinte, durante a Revolução Cultural, o Colégio Shishi foi destruído por três vezes, não restando nenhuma das construções originais da Dinastia Qing. Reconstruída no período posterior, ela voltou a ser renomeada como Colégio Chengdu Shishi.